# St. Petersburg Open 2016 - Qualificazioni singolare
Le qualificazioni del singolare dello St. Petersburg Open 2016 sono state un torneo di tennis preliminare per accedere alla fase finale della manifestazione. I vincitori dell'ultimo turno sono entrati di diritto nel tabellone principale. In caso di ritiro di uno o più giocatori aventi diritto a questi sono subentrati i lucky loser, ossia i giocatori che hanno perso nell'ultimo turno ma che avevano una classifica più alta rispetto agli altri partecipanti che avevano comunque perso nel turno finale.

## Teste di serie
1. Radu Albot (qualificato)
2. Tejmuraz Gabašvili (ultimo turno)
3. Miša Zverev (qualificato)
4. Daniil Medvedev (qualificato)

1. Aleksandr Kudrjavcev (ultimo turno)
2. James Ward (primo turno)
3. Alexandre Sidorenko (qualificato)
4. Jan Mertl (ultimo turno)

## Qualificati
1. Radu Albot
2. Alexandre Sidorenko

1. Miša Zverev
2. Daniil Medvedev

## Tabellone qualificazioni

### Legenda
| - Q = Qualificato - WC = Wild card - LL = Lucky loser | - ALT = Alternate - SE = Special Exempt - PR = Protected Ranking | - w/o = Walkover - r = Ritirato - d = Squalificato |

### Sezione 1
|  | Primo turno | Primo turno      | Primo turno  | Primo turno | Primo turno |  |  | Ultimo turno | Ultimo turno | Ultimo turno | Ultimo turno | Ultimo turno |  |
|  |             |                  |              |             |             |  |  |              |              |              |              |              |  |
|  | 1           | Radu Albot       | 6            | 4           | 6           |  |  |              |              |              |              |              |  |
|  |             | Dzmitry Zhyrmont | 2            | 6           | 4           |  |  | 1            | Radu Albot   | Radu Albot   | 6            | 6            |  |
|  | PR          | Nikola Ćaćić     | Nikola Ćaćić | 4           | 3           |  |  | 8            | Jan Mertl    | Jan Mertl    | 3            | 4            |  |
|  | 8           | Jan Mertl        | Jan Mertl    | 6           | 6           |  |  |              |              |              |              |              |  |

### Sezione 2
|  | Primo turno | Primo turno         | Primo turno         | Primo turno | Primo turno |  |  | Ultimo turno | Ultimo turno        | Ultimo turno        | Ultimo turno | Ultimo turno |  |
|  |             |                     |                     |             |             |  |  |              |                     |                     |              |              |  |
|  | 2           | Tejmuraz Gabašvili  | 6                   | 4           | 6           |  |  |              |                     |                     |              |              |  |
|  | WC          | Michail Elgin       | 2                   | 6           | 3           |  |  | 2            | Tejmuraz Gabašvili  | Tejmuraz Gabašvili  | 4            | 4            |  |
|  | Alt         | Evgeny Tyurnev      | Evgeny Tyurnev      | 4           | 3           |  |  | 7            | Alexandre Sidorenko | Alexandre Sidorenko | 6            | 6            |  |
|  | 7           | Alexandre Sidorenko | Alexandre Sidorenko | 6           | 6           |  |  |              |                     |                     |              |              |  |

### Sezione 3
|  | Primo turno | Primo turno          | Primo turno          | Primo turno | Primo turno |  |  | Ultimo turno | Ultimo turno         | Ultimo turno | Ultimo turno | Ultimo turno |  |
|  |             |                      |                      |             |             |  |  |              |                      |              |              |              |  |
|  | 3           | Miša Zverev          | Miša Zverev          | 6           | 6           |  |  |              |                      |              |              |              |  |
|  | WC          | Maxim Kravtsov       | Maxim Kravtsov       | 3           | 0           |  |  | 3            | Miša Zverev          | 6            | 2            | 6            |  |
|  |             | Michał Przysiężny    | Michał Przysiężny    | 3           | 3           |  |  | 5            | Aleksandr Kudrjavcev | 1            | 6            | 3            |  |
|  | 5           | Aleksandr Kudrjavcev | Aleksandr Kudrjavcev | 6           | 6           |  |  |              |                      |              |              |              |  |

### Sezione 4
|  | Primo turno | Primo turno     | Primo turno | Primo turno | Primo turno |  |  | Ultimo turno | Ultimo turno    | Ultimo turno    | Ultimo turno | Ultimo turno |  |
|  |             |                 |             |             |             |  |  |              |                 |                 |              |              |  |
|  | 4           | Daniil Medvedev | 6           | 6(1)        | 7           |  |  |              |                 |                 |              |              |  |
|  |             | Aleksej Vatutin | 3           | 7           | 5           |  |  | 4            | Daniil Medvedev | Daniil Medvedev | 6            | 6            |  |
|  |             | Ante Pavić      | Ante Pavić  | 7           | 6           |  |  |              | Ante Pavić      | Ante Pavić      | 4            | 2            |  |
|  | 6           | James Ward      | James Ward  | 63          | 2           |  |  |              |                 |                 |              |              |  |